# (9697) Louwman
(9697) Louwman (1295 T-1) – planetoida z pasa głównego asteroid okrążająca Słońce w ciągu 4,97 lat w średniej odległości 2,91 j.a. Odkryta 25 marca 1971 roku.